# إريك أبيدال
إريك بلال سيلفان أبيدال (بالفرنسية: Eric Abidal) (11 سبتمبر 1979) لاعب كرة قدم فرنسي سابق كان يلعب لصالح نادي برشلونة الإسباني ومنتخب فرنسا في مركز الظهير الأيسر. وبسبب ظروفه الصحية لم يشارك في موسم 2012 - 2013 مباريات كثيرة، وكانت آخر مباراة له يوم 2 يونيو ضد نادي ملقا في الاسبوع الأخير للدوري الإسباني موسم 2012- 2013. أعلن إيريك أبيدال عودته إلى ناديه الأول موناكو لموسم واحد بمبلغ مليون ونصف يورو وحينها استلم شارة القيادة مع كتيبة من النجوم أبرزهم الكولومبي راداميل فالكاو.

## مسيرته الكروية

### مع الأندية
نشأ أبيدال في نادي ليون دوتشيري الذي يقع في ضواحي مدينة ليون الفرنسية. بدأ مسيرته الاحترافية في نادي موناكو في 16 سبتمبر 2000 حيث شارك في 22 مباراة. انتقل بعد ذلك إلى نادي ليل مجتمعا للمرة الثانية مع المدرب كلود بويل وشارك في 62 مباراة. في نهاية موسم 2003/2004 عاد إلى مسقط رأسه وانضم إلى نادي ليون حيث ساهم في تحقيق الفريق بطولة الدوري للموسم الثاني على التوالي. تم تصنيف أبيدال كونه أحد أفضل اللاعبين الذين يجيدون اللعب في مركز الظهير في فرنسا. في فريق ليون يلعب يلعب أمام حارس المرمى الفرنسي غريغوري كوبيه وبجانب قلبا الدفاع البرازيليان كريس وكلاوديو كاسابا والظهير الأيمن فرانسوا كلير أو أنتوني ريفيلير.
في 30 يونيو 2007 وافق أبيدال على الانتقال إلى نادي برشلونة مقابل 15 مليون يورو بعدما هدد مسئولي نادي ليون بعدم العودة إلى التدريبات إذا لم تنجح الصفقة. ووقع أبيدال على عقد يمتد لأربع سنوات وتم تسليمه القميص رقم 22. لم يستلم القميص رقم 20 الذي كان معتاد باللعب فيه عندما كان في نادي ليون لأنه محجوز للاعب الوسط البرتغالي ديكو. ذكر رئيس نادي برشلونة خوان لابورتا أن عقد أبيدال يتضمن شرط جزائي لفسخ العقد بقيمة 90 مليون يورو وأن نادي ليون سيستلم 500 ألف يورو في حال حقق فريق برشلونة بطولة دوري أبطال أوروبا أثناء مدة عقد أبيدال وقد حصل أبيدال على دورى أبطال أوروبا مع نادى برشلونة الأسباني عام 2008/2009. تعرّض اللاعب لورم في الكبد وتم الإفصاح عن الخبر في مارس 2011. قام في يوم 17 مارس بإجراء عملية استئصال للورم وتكلّلت بالنجاح على حسب ما قاله مسؤولي النادي. ولكن بسبب تلك الظروف الصحية ونصائح الأطباء أعلن اللاعب اعتزاله كرة القدم في نهاية الموسم. وعاد من الاعتزال بسبب تحسن حالته.
في 8 يوليو 2013 وقع صفقة مع نادي موناكو الفرنسي ناديه الأول بمبلغ مليون ونصف المليون يورو.

### مع المنتخبات
شارك أبيدال في أكثر من 40 مباراة دولية مع منتخب فرنسا منذ أن شارك للمرة الأولى في 18 أغسطس 2004. على الرغم من كثرة تعرضه للإصابات إلا أنه استطاع المشاركة في بطولة كأس العالم 2006 في مركز الظهير الأيسر حيث شارك في جميع مباريات البطولة باستثناء في المباراة الثالثة أمام منتخب توغو لحصوله على البطاقة الصفراء في المباراتين السابقتين أمام سويسرا ثم كوريا الجنوبية وحل مكانه ميكائيل سيلفيستر. تم اختيار أبيدال كثالث لاعب منفذ لركلات الترجيح في المباراة النهائية التي جمعت بين منتخب فرنسا ومنتخب إيطاليا واستطاع أن ينفذ ركلته بنجاح.
أصبح أبيدال خيارا أول ل ريموند دومينيك في مركز الظهير الأيسر في يورو 2008. وفي نهائيات البطولة أشركه دومينيك في مركز قلب الدفاع في المباراة الثالثة أمام منتخب إيطاليا ولكنه تسبب في حصول منتخب إيطاليا على ركلة جزاء ثم طرد من أرضية الملعب خلال الشوط الأول مما جعل منتخب فرنسا يخسر المباراة بنتيجة 0/2 ويخرج من الدور الأول من البطولة.
اعتزل اللعب مع المنتخب في 2014

## حياته الشخصية
نشأ أبيدال في عائلة كاثوليكيا واعتنق الإسلام في العشرينيات من عمره. تزوج لاعبة الجمباز السابقة حياة كبير في عام 2003، وأنجب منها أطفالاً هم ميليانا وكانيليا ولينا وكينيا وإيدان.
في نوفمبر 2021، تقدمت حياة بطلب الطلاق بعد أن اعترف أبيدال بإقامة علاقة غرامية مع لاعبة باريس سان جيرمان خيرة حمراوي، والتي خرجت إلى النور كجزء من التحقيق في الاعتداء على حمراوي.

## إنجازاته

### الجماعية

#### النادي
ليون

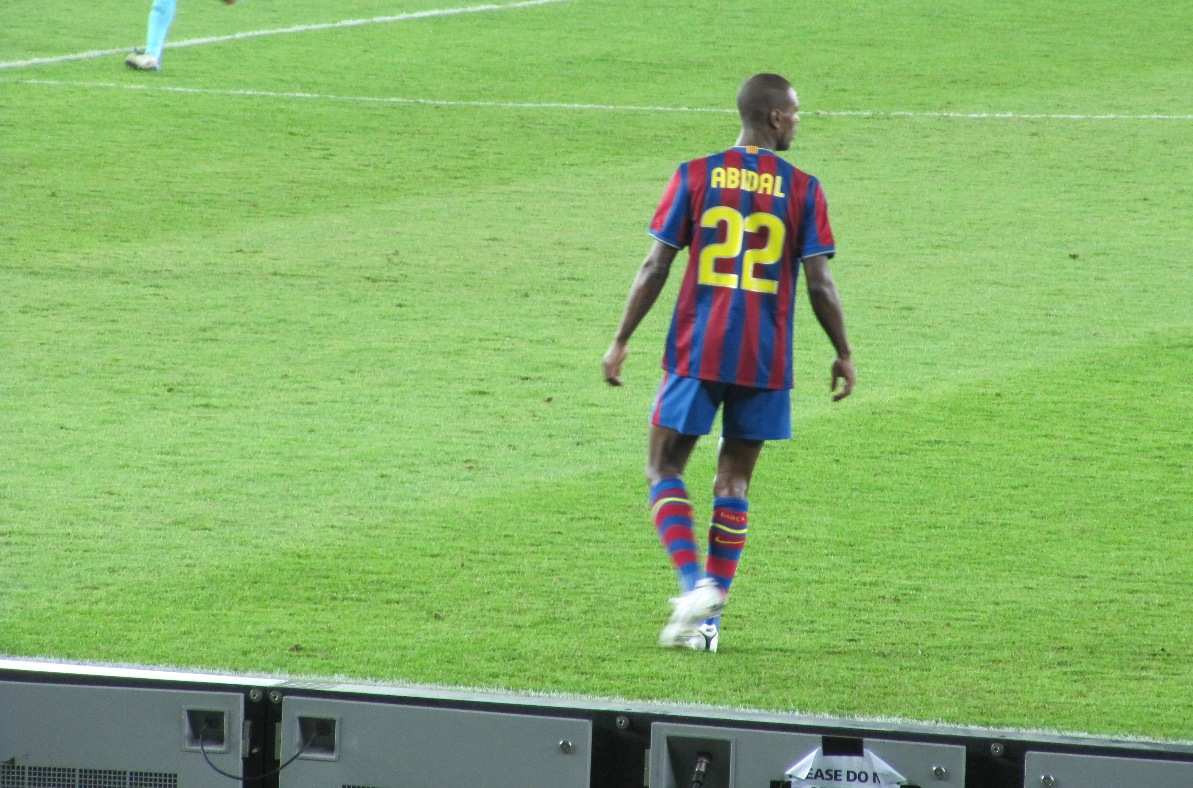
ايريك ابيدال أثناء مشاركته بكأس العالم للأندية 2009 بابوظبي

- الدوري الفرنسي الدرجة الأولى (3): 2004–05، 2005–06، 2006–07
- كأس الأبطال الفرنسي (3): 2005، 2006، 2007
- كأس الدوري الفرنسي: وصيف 2006–07

برشلونة'
- الدوري الإسباني (4): 2008–09، 2009–10، 2010–11، 2012–13
- كأس ملك إسبانيا (2): 2009، 2012
- كأس السوبر الإسباني (2): 2009، 2010، 2011
- دوري أبطال أوروبا (2): 2008–09، 2010–11
- كأس السوبر الأوروبي (2): 2009، 2011
- كأس العالم للأندية (2): 2009، 2011

#### المنتخب
- كأس العالم وصيف: 2006

### الفردية
- الدوري الفرنسي الدرجة الأولى فريق الموسم (3): 2005، 2006، 2007
- جائزة اليويفا لأفضل فريق (1): 2007
- أفضل مدافع في الدوري الأسباني (1): 2011
- جائزة ألدو روفيرا (1): 2011
- جائزة جاسينتو فاشيتي الدولية (1): 2013

## وصلات خارجية
- إريك أبيدال على موقع الاتحاد الدولي (مؤرشف)  (الإنجليزية)
- إريك أبيدال على موقع الاتحاد الأوربي (الإنجليزية)
- إريك أبيدال على موقع رابطة كرة القدم الفرنسية للمحترفين (الإنجليزية)
- إريك أبيدال على موقع إي إس بي إن إف سي (الإنجليزية)
- إريك أبيدال على موقع قاعدة بيانات كرة القدم.إي يو (الإنجليزية)
- إريك أبيدال على موقع ليكيب (الفرنسية)
- إريك أبيدال على موقع ناشيونال فوتبول تيمز (الإنجليزية)
- إريك أبيدال على موقع Soccerbase.com (لاعب) (الإنجليزية)
- إريك أبيدال على موقع Soccerway.com (الإنجليزية)
- إريك أبيدال على موقع عالم كرة القدم.نت (الإنجليزية)
- السيرة الذاتية للاعب علي الموقع الرسمي لنادي برشلونة
- السيرة الذاتية للاعب علي موقع الفيفا
- السيرة الذاتية للاعب علي موقع الاتحاد الأوروبي لكرة القدم
- حساب اللاعب علي موقع تويتر